# Répertoire de l'orchestre d'harmonie

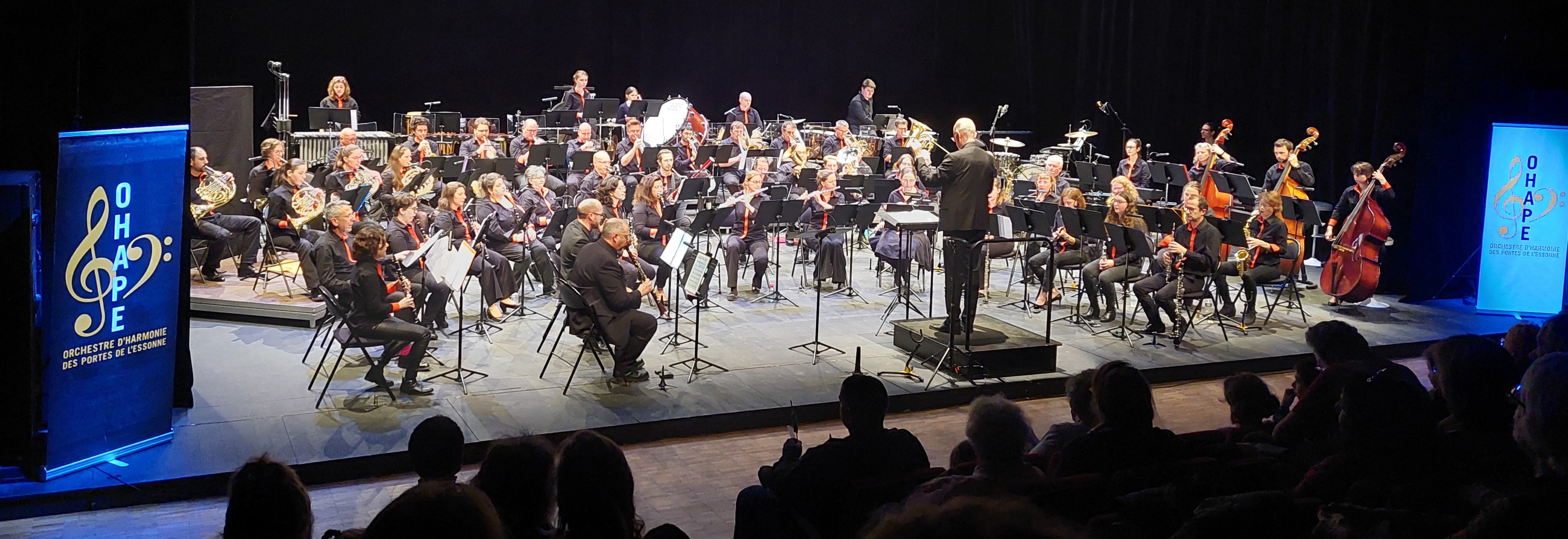
Orchestre d'harmonie des Portes de l'Essonne lors d'un concert de gala (2023).

Le répertoire de l'orchestre d'harmonie  regroupe l'ensemble des œuvres composées ou transcrites pour cette formation musicale.
Le répertoire utilisé par les orchestres d'harmonie varie selon les habitudes, les pays, les choix réalisés par les éditeurs de musique nationaux, et le niveau des formations. Ce répertoire épouse tous les styles musicaux – traditionnels, jazz, variété, musique de film, musique contemporaine, emprunt ou transcription de pièces classiques, etc.
Par la suite, seule une liste non exhaustive de pièces phare d'essence anglo-saxonne essentiellement est proposée. Cette liste pourrait être généralisée par les répertoires utilisés en France, en Belgique, en Espagne,, en Italie et en Allemagne notamment.

## Histoire

### En France
Pendant l'Ancien Régime, l'orchestre de vent n'existait pas à proprement dit et les instruments à vent étaient essentiellement utilisés dans la musique militaire, l'orchestre symphonique et la musique de chambre.
L'orchestre d'harmonie nait avec la révolution française vers 1790 pour des besoins de puissance sonore afin de célèbrer des événements en plein air (avec des œuvres orchestrées comme La Marseillaise de Gossec) ainsi que des cérémonies commémoratives et civiques, et il n'est pas militaire. Un premier répertoire est composé par des compositeurs du conservatoire de Paris fondé en 1793 par Bernard Sarrette : Luigi Cherubini, François-Joseph Gossec, Louis Emmanuel Jadin, Jean-François Lesueur... On dénombre 450 hymnes composés à  cette période. Le premier orchestre fondé au Conservatoire est un orchestre d’harmonie formé de 115 exécutants (professeurs et élèves).
Parmi les œuvres remarquables, on citera :
- Offrandes à la liberté (1792) pour harmonie de François-Joseph Gossec, reprise d’une œuvre lyrique  incluant  Veillons au Salut de l’Empire (de Dalayrac), le refrain de la Marseillaise (de Rouget de Lisle) , La Carmagnole (air populaire) et le Ah ! ça ira (air populaire)[7],[5]. Cette pièce lyrique est reprise plus de cent fois jusqu'en 1799 ;
- Ouverture en Fa Majeur (1793) d’Etienne-Nicolas Méhul[8] (1763-1817) avec une ouverture à la française , exploitant cuivres, cor et timbales ;
- l’Hymne au Panthéon  (1794) de Luigi Cherubini.

À cette époque, l'orchestre peut embarquer des contrebasses à  cordes par lacune d'instruments à vent graves qui naîtront plus tard avec la frénésie des inventions du XIXe siècle (clarinette basse, saxophone baryton, euphonium, tuba basse, saxhorn...).

« La Révolution Française a joué un rôle prépondérant dans l’histoire de l’orchestre à
vents »

— Francis Pieters
Avec le Premier Empire et les guerres napoléoniennes, le pouvoir fera composer progressivement et durablement une musique militaire pour l'orchestre d'harmonie à l'instar de celle des fanfares :
- La Marche du Premier Consul  de Giovanni Paisiello avec des tambours militaires ;
- Marche de la Garde Consulaire à Marengo », attribuée à Guillardel, chef de musique des Grenadiers de la Garde des Consuls ;
- diverses marches tambour comme Rigaudon d’honneur, la Grenadière, la Carabinière ;
- quatre marches pour orchestre d’harmonie (1810) de Ferdinando Paër en l’honneur du mariage de Napoléon et de Marie-Louise ;
- Marche pour l’entrée de Louis XVIII à Paris (1814) de François-René Gebauer[10].

L'instrumentation de l'orchestre d'harmonie évolue avec la période romantique. « En 1840, le gouvernement demande à Hector Berlioz (1803-1869) qui vient d’avoir son prix de Rome d’écrire une grande fresque musicale pour l’inauguration de la colonne sur la place de la Bastille, il fallait jouer une messe, une oraison funèbre et une apothéose finale. Il s’agit d’une production très inspirée des cérémonies civiques de la période révolutionnaire. Berlioz accepte, il n’utilise pas de saxophones et de saxhorns (ces instruments ne sont pas encore au point !), mais il introduit du tuba et la clarinette-basse dans cette « Symphonie funèbre et triomphale » opus 15. Berlioz écrit la grande marche funèbre pour aller de St-Germain jusqu’à la Bastille, la déambulation ouvrant le convoi funèbre des chars portant les corps des victimes des Trois Glorieuses de 1830, dirigeant 600 musiciens, Richard Wagner (1813-1883) était sur le parcours (à l’époque, il est à Meudon où il compose « Le vaisseau fantôme »). Il juge l’œuvre « grande de la
première à la dernière note ». »
Dès la révolution française, on assiste en France à la création d’orchestres civils, calqués sur le modèle des orchestres militaires, par diverses associations religieuses, politiques ou culturelles et par des institutions paramilitaires, des écoles, des mines ou des usines. Ces créations étaient encouragées par les municipalités.
Après un duel mémorable le 22 avril 1845 sur le Champ-de-Mars entre les Saxons et les Carafons (musique nouveau modèle qui adopte la réforme de Sax avec des saxhorns et des saxophones contre musique ancien modèle), les instruments de Sax sont adoptés par la réforme des orchestres militaires de 1845. Un grand concert de musiques militaires est organisé sur l'hippodrome de l'Étoile en 1846.

### Dans le reste de l'Europe
L'essor de l’orchestre d'harmonie s'étend au reste de l'Europe au cours du XIXe siècle et les compositeurs nationaux écriront des œuvres pour cette formation, notamment en Italie, en Allemagne, en Espagne...

### En Autriche et en Allemagne
À Vienne, un mouvement appelé Harmoniemusik apparaît vers 1770, pour l'accompagnement lors des bals, des redoutes et de la table, et emploie un instrumentarium de vents qui reste limité en nombre d'instrumentistes. Ce mouvement disparaît avec les effets des guerres napoléoniennes.
Richard Wagner (1813-1883), ayant voyagé à Paris, composera diverses œuvres pour orchestre d'harmonie: Marche anniversaire pour Louis II de Bavière (1864, WWV 97), Marche funèbre à la mémoire de Weber...
Félix Mendelssohn (1809-1847) écrit également des ouvertures et une marche funèbre pour orchestre d'harmonie.
Au XIXe siècle, Wilhelm Wieprecht (1802-1872), musicien puis directeur général des musiques des gardes à  Berlin, a composé pour les diverses formations militaires existantes essentiellement basées sur le recours aux cuivres et organise des concerts de masse. En 1845, Wieprecht rédige une série d'articles destinés à encourager la normalisation de l'instrumentation.  Il préconise des orchestres de vingt et une parties, doublées si nécessaire, pour obtenir un équilibre et une texture optimaux. Il regroupe ces parties en trois registres, eux-mêmes équilibrés en une "pyramide acoustique".

### En Espagne
En 1852, la Banda del Real Cuerpo de Guardias Alabarderos fixe à  42 le nombre de musiciens de son orchestre d'harmonie ; il joue de la musique militaire et participe également aux cérémonie de la maison royale d'Espagne. Elle poursuivra ses activités jusqu'en 1927. Parallèlement, un orchestre professionnel civil, la Banda Municipal de Música de Madrid, est créé à Madrid en 1909 qui influencera grandement la vie musicale madrilène et espagnole.

### En Italie
La tradition de l'orchestre d'harmonie italien a bénéficié de la faveur de nombreux noms parmi les plus célèbres de la musique italienne du XIXe siècle, tels que Giuseppe Verdi, Amilcare Ponchielli, Pietro Mascagni et Davide Delle Cese, des auteurs qui ont été chefs d'orchestre et ont composé pour des orchestres.
Pour l'Italie, on citera comme  ensemble reconnu  parmi bien d'autres, le Civica Orchestra di fiati del Comune di Milano (it) fondé en 1859, et la Banda musicale del Corpo di polizia locale di Roma Capitale (it) fondé en 1870. En 1894, la bibliothèque de cet orchestre  municipal milanais contenait 1672 partitions, dont 814 danses, 337 marches, 331 pièces diverses, 121 symphonies et ouvertures et 69 pot-pourri.
L'orchestre d'harmonie a également joué un rôle important dans l'histoire de l'opéra, surtout à partir du XIXe siècle, parfois présent sur scène (La pie voleuse) mais plus souvent employé comme second orchestre en coulisses, avec l'effet d'une musique de scène. À l'époque de Verdi, la pratique consistait à écrire les passages d'opéra pour orchestre sur deux portées, sans instrumentation. La distribution des parties était laissée à l'appréciation du chef d'orchestre.
Le mérite incontesté de la lente transformation des orchestres italiens revient à Alessandro Vessella (it), directeur de l'orchestre municipal de Rome de 1885 à 1921, auteur d'un texte très important sur l'instrumentation et ingénieux innovateur de l'ensemble orchestral. En 1901, le maestro  a procédé, à Rome, à une réforme qui a été accueillie favorablement à l'étranger et qui prévoyait une partition unique divisée en groupes : anches, cuivres légers, cuivres graves et percussions. 
L'évolution des orchestres d'harmonie et des harmonies-fanfares a également été déterminée par les auteurs qui ont consacré leurs talents artistiques principalement à l'écriture pour ces formations, tels que Rocco Cristiano (it), dont les compositions sont encore interprétées par de nombreuses fanfares italiennes ; Massimo Boario (it), auteur de 580 œuvres.
Entre autres compositeurs italiens, on notera Giuseppe Piantoni (it), Giovanni Orsomando (it), Salvatore Pucci (it), Giovanni Ligasacchi (it), Carlo Pirola (it), Lorenzo Della Fonte (it), Piero Vidale (it), Gastone Lottieri, Pietro Lanzilotta (it), Amedeo Vella (it), Nicola Corbascio (it), Nunzio Ortolano (it), Lorenzo Pusceddu (nl).

### En Belgique
Dans sa Nomenclature des Sociétés Musicales de Belgique (Anvers, 1851), Édouard Jacops mentionne 333 orchestres d’harmonie et 93 fanfares, fondés entre 1800 et 1850 en Belgique. « La Société Royale de la Grande Harmonie est créée le 9 décembre 1811 au café La Bourse d'Amsterdam rue du Marché Aux Poulets à Bruxelles. Les premiers statuts sont rédigés le 2 janvier 1813 et le premier article stipule que l’harmonie est composée de 12 clarinettes, 2 flûtes, 4 cors, 4 bassons, 2 trompettes, 2 trombones, 2 serpents, 1 grosse caisse, 2 tambours, 2 paires de cymbales, 2 chapeaux chinois et 2 triangles. »

### En Angleterre
Absents au XIXe siècle, de grands compositeurs anglais comme Gustav Holst (1874-1934), Ralph Vaughan Williams (1872-1958), Percy Aldridge Grainger (1882-1961) ont composé pour orchestre d'harmonie au début du XXe siècle. 
L'Angleterre et pays affiliés ont parallèlement développé une pratique populaire de Brass Band dit britannique  très codifié (28 musiciens ; uniquement des cuivres coniques, sauf les trombones ; pas de cor).

### Aux États-Unis
Aux États-Unis, les étudiants ont une pratique collective d'harmonie-fanfare lors de leur cursus scolaire du type high school avec des parades en plein-air dans des stades qui limitent le répertoire exploitable (voir en anglais :  Category:High school marching bands from the United States (en)) ; cette pratique scolaire ne se retrouve pas en Europe.

### Au Japon
Il existe une tradition de l'orchestre d'harmonie au Japon qui possède un des rares orchestres d'harmonie professionnels non militaires, l'Orchestre harmonique Kosei de Tokyo. Certaines écoles au Japon possèdent également un orchestre d'harmonie.

### Perspectives
Au cours des XIXe et XXe siècles, le répertoire joué par les orchestres d'harmonie s'est écarté de l'esprit des compositions d'origine d'une « musique symphonique pour orchestre d'harmonie ». Le répertoire joué s'est limité principalement à une musique militaire et au recours massif à  des transcriptions, la plupart des chefs d'orchestre professionnels étant militaires (par exemple, création en Belgique de la musique de la Musique des Guides de la Garde impériale (1852), création à  Paris d'une fanfare militaire (1848) transformée en orchestre d'harmonie dite Musique de la Garde de Paris (1856) puis renommée Musique de la Garde républicaine (1871)...). 

« Le manque de lieu de prestation musicale, à l’époque, a enfermé l’orchestre d’harmonie dans un certain répertoire, une instrumentation qui privilégiait les cuivres, les saxophones et les clarinettes en grand nombre. »

— Dominique Eldin
Le kiosque à musique apparaît à partir du milieu du XIXe siècle en musique classique et donne un lieu de concert assis aux musiciens pour les concerts en extérieur.

« Il faudra attendre le début du 20e siècle et la création en 1902 de la Confédération Musicale de France (C.M.F.) pour avoir un véritable développement de l’orchestre d’harmonie dans le pays. Durant une grande partie du 20e siècle, l’orchestre d’harmonie a perpétué son répertoire sur la référence des grands orchestres militaires et avant tout sur le modèle de la Garde Républicaine. Actuellement certains orchestres changent leur image dans le but entre autres de faire une nouvelle identité de l’harmonie. (Abandon de l’uniforme militaire, création d’un nouveau répertoire spécifique à l’orchestre d’harmonie, changement du nom de l’ensemble,... »

— Dominique Eldin
Dans le monde, des développements importants dans la manière de concevoir la composition musicale pour orchestre d'harmonie ont eu lieu au cours de la seconde moitié du XXe siècle, grâce à l'arrivée d'un nouveau répertoire édité par certains éditeurs hollandais et américains. En effet, la plupart des compositeurs contemporains de pièces originales pour orchestre d'harmonie sont originaires de ces deux pays, ainsi que de Belgique et Italie. Les principaux sont ou ont été Alfred Reed (en), Johan de Meij, Jan Van der Roost, Hardy Mertens (it), Roland Kernen, Henk van Lijnschooten (en), Philip Sparke (en), Bert Appermont, Jacob de Haan, André Waignein, Thierry Deleruyelle, Otto M. Schwarz. La contribution de l'Espagne est également importante, car il existe une tradition très riche dans ce domaine. Ce pays compte également de nombreux compositeurs, dont l'un, de renommée mondiale, est le  valencien Ferrer Ferran. En France, des compositeurs comme Serge Lancen, Jérôme Naulais, Andy Emler, Alex Grillo, Marc Steckar pour en citer quelques-uns ont enrichi le répertoire avec des créations pour orchestres d’harmonie ou fanfares.
À partir du XXIe siècle, une nouvelle génération de compositeurs crée des œuvres spécifiques, souvent stéréotypées (instrumentation de musique de film américaine), pour cette formation.

## Œuvres originales
Il s'agit d'une liste exhaustive des œuvres reconnues et acceptées, écrites spécifiquement pour l'orchestre d'harmonie (ou ensemble d'instruments à vent).

### Œuvres de référence

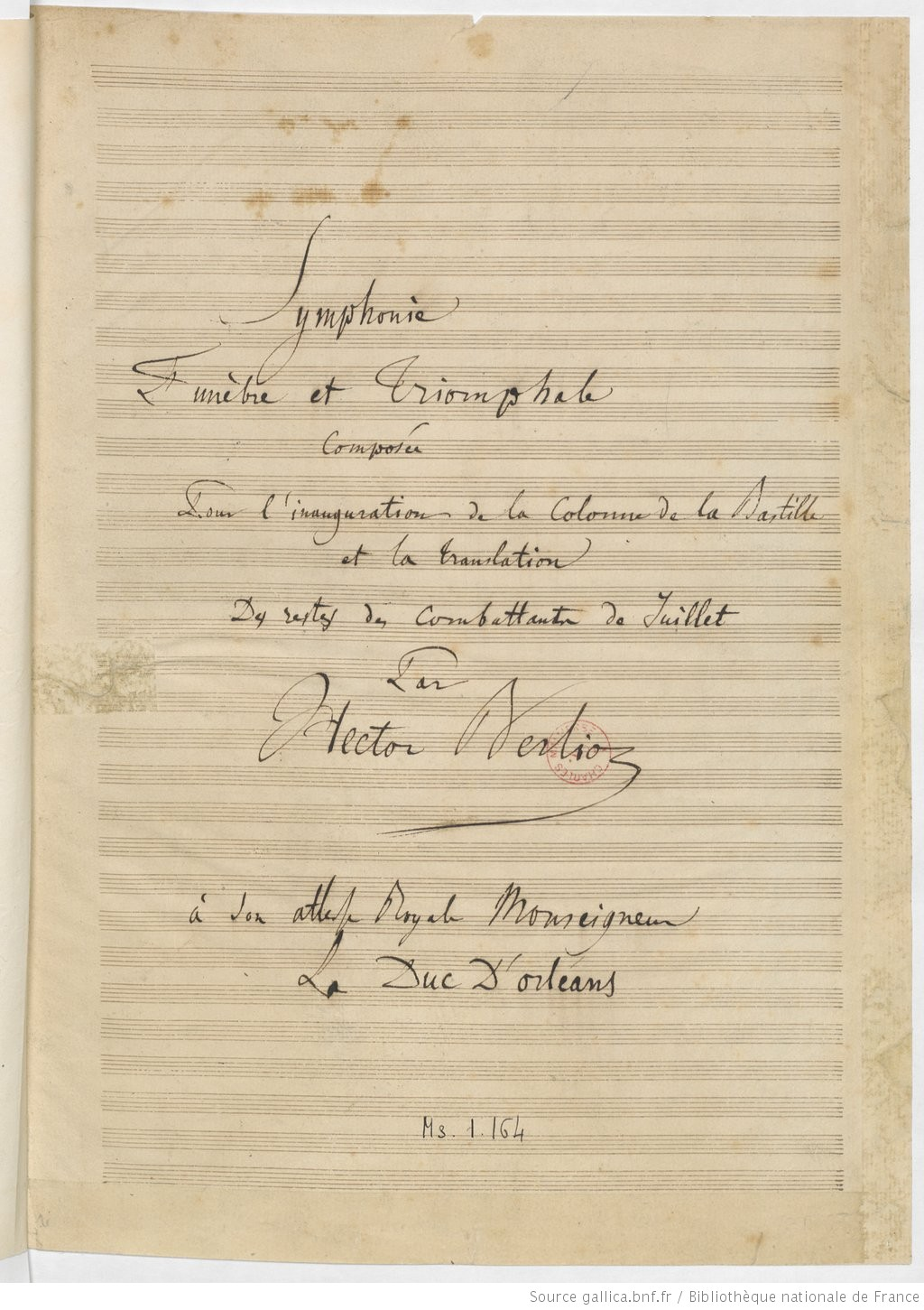
Symphonie funèbre et triomphale de Berlioz (1840).

Les œuvres suivantes sont quelques-unes des pierres angulaires les plus universellement respectées et établies du répertoire de l'orchestre d'harmonie. Toutes ont résisté à l'épreuve du temps pendant des décennies d'exécution régulière, et nombre d'entre elles, soit par une utilisation novatrice du médium, soit par la renommée de leur compositeur, ont contribué à faire de l'orchestre d'harmonie un ensemble légitime et sérieux se démarquant de son passé militaire.
| Kenneth J. Alford (en) (Fred J. Ricketts) Colonel Bogey March (1914) Samuel Barber Commando March (1943) Robert Russell Bennett Suite of Old American Dances (en) (1949) Chansons symphoniques pour orchestre d'harmonie (1957) Hector Berlioz Grande symphonie funèbre et triomphale, Op. 15 (1840) Arthur Bird Suite en ré majeur, op. 29 (1889) John Barnes Chance (en) Elegy (1972) Incantation and Dance (en) (1960) Symphonie no 2 (1972) Variations on a Korean Folk Song (en) (1966) Aaron Copland Emblems (1964) Variations on a Shaker Melody (1944/1958) Ingolf Dahl (en) Concerto pour saxophone (1948) Sinfonietta (1961) Antonín Dvořák Sérénade en ré mineur, op. 44 (1878) Henry Fillmore Americans We (1929) The Footlifter (1935) His Honor (1933) Morton Gould American Salute (1943) Symphonie no 4 (West Point) (1952) Claudio Grafulla (en) Washington Grays (1861) Percy Grainger Air irlandais du comté de Derry (1918) Lincolnshire Posy (en) (1937) Country Gardens (en) (1928) Howard Hanson Chorale and Alleluia (1954) Paul Hindemith Symphonie en si bémol (en) (1951) Gustav Holst Hammersmith : Prélude et Scherzo, Op. 52 (1930) Première suite en mi bémol majeur, op. 28/1 (en) (1909) Deuxième suite en fa majeur, op. 28/2 (en) (1911) Karel Husa Musique pour Prague 1968 (en) (1968) Apothéose de cette terre (1971) Gordon Jacob An Original Suite (1928) Suite de William Byrd (1923) Joseph Willcox Jenkins (en) Ouverture américaine pour orchestre, op. 13 (1956) David Maslanka (en) Le jardin des rêves d'un enfant (1981) Peter Mennin Canzona (1951) | Darius Milhaud Suite Française (1944) Camillo de Nardis (it) Le Jugement universel (1878) Ron Nelson (en) Rocky Point Holiday (en) (1966) W. Francis McBeth Masque (1968) Felix Mendelssohn Ouverture en do majeur pour orchestre d'harmonie (Ouvertüre für Harmoniemusik) Op. 24 (1824) Vincent Persichetti Divertimento, op. 42 (1950) Psaume pour orchestre d'harmonie, Op. 53 (1953) Symphonie no 6, opus 69 (1956) Walter Piston Tunbridge Fair (1950) Sergueï Prokofiev Marche en si bémol, Op. 99 (1944) Alfred Reed (en) Danses arméniennes (Partie I) (en) (1972) Danses arméniennes (Partie II) (en) (1976) Musique de Noël russe (1968) H. Owen Reed (en) La Fiesta Mexicana (1949) Gioachino RossiniScherzo (1863) Camille Saint-Saëns Orient et Occident, Op. 25 (1869) Arnold Schoenberg Thème et variations, op. 43a (1943) William Schuman Pont George Washington (1950) Joseph Schwantner ...and the mountains rising nowhere (1977). John Philip Sousa Semper Fidelis (en) (1888) Le premier jour de l'année :Stars and Stripes Forever (en) (1896) L'histoire de l'art :The Washington Post (1889) Richard Strauss Sonatine no 1 en fa majeur (Aus der Werkstatt eines Invaliden) (1943) Igor Stravinsky Concerto pour piano et instruments à vent (1924) Symphonies d'instruments à vent (1920/rév. 1947) Carl Teike (en) Les vieux camarades (Alte Kameraden) (1889) Jaume Teixidor Dalmau Amparito Roca (1925) Clifton Williams (en) Suite symphonique (1957) Fanfare et Allegro (1956) Danse symphonique no 3 : Fiesta (1967) Ralph Vaughan Williams Suite de chansons folkloriques anglaises (1923) Flourish pour orchestre d'harmonie (1939) Toccata Marziale (1924) |

### Œuvres reconnues
Ces pièces ne sont pas nécessairement aussi universellement reconnues que la liste proposée ci-dessus, mais elles occupent néanmoins une place extrêmement importante dans le répertoire. Comme les œuvres précédentes, elles ont fait leurs preuves lors de nombreuses représentations, la plupart sur plusieurs décennies pour le moins au niveau du monde anglo-saxon.
| David Amram (en) King Lear Variations (1966) James Barnes Ouverture symphonique (1991) Symphonie no 2 Troisième symphonie "Le Tragique" (1994) Fantaisie et variations sur un thème de Nicolo Paganini (1994) Ouverture Alvamar (1981) Charles Lloyd Barnhouse (en) La bataille de Shiloh (1888) Leslie Bassett Concerto Grosso (1982) Dessins, images et textures (1965) Lullaby for Kirsten (1985) Sons, formes et symboles (1977) David Bedford Sun Paints Rainbows over the Vast Waves (1982) Frank Bencriscutto (en) Latina (1964) Let the Light Shine (1978) Richard Rodney Bennett Morning Music (1986) Warren Benson (en) Concertino pour saxophone alto et orchestre (1954) The Leaves Are Falling (1963) The Passing Bell (1974) Recuerdo (1966) The Solitary Dancer (1966) Symphonie pour tambours et orchestre à vent (1963) Symphonie no 2, "Lost Songs" (1983) Wings (1984) Jerry Bilik (en) Block M (1955) Giouse Bonelli Marche de concert symphonique (1968) <!-la date de composition est 1915 ou antérieure (Leonard Falcone) Eugène Bozza Ouverture pour enfants (1964) Houston Bright (en) Prélude et fugue en fa mineur (1960) Howard Cable (en) Rhapsodie terre-neuvienne (1956) Fantaisie folklorique québécoise (1953) Snake Fence Country (1954) Alfredo Casella Introduzione, Corale e Marcia, Op. 57 (1935) Michael Colgrass Winds of Nagual (en) (1985) John Corigliano Gazebo Dances (1973) Symphonie n° 3 Circus Maximus (en) (2004) Paul Creston Celebration Overture (1955) James Curnow (en) Where Never Lark Or Eagle Flew (1993) Elliot Del Borgo (en) Do Not Go Gentle into that Good Night (1978) Norman Dello Joio Fantaisies sur un thème de Haydn (1968) "Danses satiriques : Pour une comédie d'Aristrophane" (1975) Scènes du Louvre (1966) Variantes sur un air médiéval (1963) Thomas C. Duffy (en) Crystals (1985) Frank William Erickson (en) Air for Band (1956) Toccata pour orchestre d'harmonie (1957) Paul Fauchet Symphonie pour musique d′harmonie (1926) Henry Fillmore Le Klaxon (1929) Military Escort (1928) Rolling Thunder (1916) Le monde de la musique Luboš Fišer Rapport (1971) Julius Fučík La Marche Florentine (1907) Vittorio Giannini Symphonie no 3 (1959) David Gillingham (en) "Heroes Lost and Fallen" (1990) Edwin Franko Goldman (en) On the Mall (1924) Morton Gould Derivations (1956) Jericho (1939) Percy Grainger "Children's March: Over the Hills and Far Away (en)" (1918) Le "Chant colonial" (1928) La marche des "Gumsuckers" (1928) Haendel dans le Strand (1911) Molly on the Shore (en) (1921) Shepherd's Hey (1918) Samuel Hazo (en) Arabesque (2008) Clare Grundman (de) Kentucky 1800 (1954) Kenneth Hesketh Masque (1987) Frigyes Hidas (en) Merry Music (1983) David Holsinger (en) Au printemps, à l'époque où les rois partent à la guerre (1986) Danses liturgiques (1981) To Tame the Perilous Skies (1992) On a Hymnsong of Philip Bliss (1988) Alan Hovhaness Symphonie no 4 (1959) | Karel Husa Concerto pour ensemble à vent (en) (1982) Gordon Jacob Musique pour un festival (1951) Robert Jager (en) Diamond Variations (1967) Esprit De Corps (1984) Troisième Suite (1966) Tristan Keuris (en) Catena (1988) Karl King (en) Barnum and Bailey′s Favorite (1913) Broadway One-step, or Two-step (1919) Boris Kozhevnikov (nl) Symphonie no 3 : Slavyanskaya (1950/rév. 1958) Robert Kurka (en) suite Les Aventures du brave soldat Švejk (en) (1956) Elizabeth Maconchy Musique pour bois et cuivres (1965) Martin Mailman (en) For precious friends hid in death's dateless night (1988) Musique liturgique (1963) Pascual Marquina Narro España Cañi (1921) W. Francis McBeth Des marins et des baleines (1990) Johan de Meij Symphonie n° 1 Le Seigneur des Anneaux (en) (1984-88) Symphonie no 2 "The Big Apple" (1993) T-Bone Concerto (en) (1996) Olivier Messiaen Et exspecto resurrectionem mortuorum (1964) Oiseaux exotiques (1956) Vaclav Nelhybel (en) Antiphonale (1972) Festivo (1968) Trittico (1965) Ron Nelson (en) Medieval Suite (1983) Passacaglia (Homage on B-A-C-H) (1992) Roger Nixon (en) Festival Fanfare March (1971) Fiesta del Pacifico (1966) Music of Appreciation (1944) Vincent Persichetti Masquerade, Op. 102 (1965) Pageant, Op. 59 (1954) Parabole IX, Op. 121 (1972) Alfred Reed (en) A Festival Prelude (1962) First Suite for Band (1976) The Hounds of Spring (en) (1980) Anton Reicha Symphonie commémorative (1815) Ottorino Respighi Huntingtower, P. 173 (1932) Vincent Frank Safranek (en) Atlantis (The Lost Continent) :Suite in Four Parts (1913) Florent Schmitt Dionysiaques (1913) Gunther Schuller Diptyque pour quintette à cuivres et orchestre d'harmonie (1964) Méditation (1963) On Winged Flight (1989) Symphonie pour cuivres et percussions, opus 16 (1950) Symphonie no 3 Éloge des vents (1981) Joseph Schwantner From a Dark Millennium (1981) John Philip Sousa The Thunderer (1889) High School Cadets (1890) Le plus beau de la foire (1908) L'éclaireur du Panama (1915) Le sabre et les éperons (1918) Claude T. Smith (en) Emperata Overture (1964) Festival Variations (1982) Flight (1984) Incidental Suite (1966) Philip Sparke (en) Jubilee Overture (1983) Eric Stokes (en) The Continental Harp and Band Report (1975) Richard Strauss Festmusik der Stadt Wien (1943) James Swearingen (en) Novena (1980) Frank Ticheli (en) Blue Shades (1996) Vesuvius (1997) Virgil Thomson A Solemn Music (1949) Fisher Tull Sketches on a Tudor Psalm (1971) Clifton Williams (en) Caccia and Chorale (1973) Ouverture dédicatoire (1964) Danse symphonique no 3 Fiesta Festival (1962) Sinfonians (1960) Kurt Weill Kleine Dreigroschenmusik (1929) Dana Wilson (en) Piece of Mind (1987) Haydn Wood (en) Mannin Veen (1938) Guy Woolfenden (en) Gallimaufry (1983) Illyrian Dances (1986) Ralph Vaughan Williams Sea Songs (1923) John Zdechlik (en) Chorale and Shaker Dance (en) (1971) |

### Œuvres récentes
Les œuvres suivantes s'imposent rapidement comme un répertoire standard au moins dans le monde anglo-saxon. La plupart ont été composées au cours des 30 dernières années.
| Richard Rodney Bennett Concerto pour trompette et orchestre à vent (1993) Les Quatre Saisons (1991) Steven Bryant Concerto pour ensemble à vent (2007) Dusk (2004) Ecstatic Waters (2008) Teo Aparicio (es) Asgard, 1re symphonie (2003) States of mind, 2e symphonie (2008) Cue Sheets (2008) Portraits d'Espagne (2004) Hyphotesis for parallel souls (pour marimba, flûte et orchestre d'harmonie) The rise of the phoenix (2009) El atardecer de los inocentes (2007) Wink at you (2011) Mark Camphouse A Movement for Rosa (1992) Franco Cesarini Poema Alpestre (1999) Symphonie no 1, "Les Archanges" (2015) Symphonie no 2, "Vues d'Edo" (2018) Michael Colgrass Urban Requiem (1996) Greg Danner Walls of Zion (1999) Critical Speed (2001) The Greatest Generation (2009) Michael Daugherty Bells for Stokowski (2001) Niagara Falls (1997) Eric Ewazen Un hymne pour les perdus et les vivants (2001) Ferrer Ferran Comic Overture (2012) En un lugar de La Mancha (2003) El Misteri del foc (2007) Dragut El Pirata (2018) La Passió de Crist. Symphonie no 2 (2001) Tempête du désert. Symphonie no 1 (2000) Le Colosse. Symphonie no 4 (2011) Le Grand Esprit. Symphonie no 3 (2005) Aldo Rafael Forte (nl) Synergie ! (1997) Rossano Galante Transcendant Journey (2005) Afterlife (2015) Cry Of The Last Unicorn (2011) Michael Gandolfi Vientos y Tangos (2003) David Gillingham Rêves apocalyptiques (1997) Empires galactiques (1998) Avec le cœur et la voix (2000) Julie Giroux Culloden (2000) wNo Finer Calling (2007) Khan (2008) Peter Graham Harrison's Dream (2001) Donald Grantham Fantasy Variations (1997) J'ai été au bal (1995) Southern Harmony (1998) Mambo du Baron Cimetière (2004) Edward Gregson Celebration (1991) Samuel Hazo Ride (2003) Majesté du Perthshire (2003) Fantaisie sur une chanson populaire japonaise (2008) John Harbison Three City Blocks (1991) Evan Hause Tango Variations (2009) Kenneth Hesketh Diaghilev Dances (2002) Yasuhide Ito Gloriosa (1990) Brant Karrick Bayou Breakdown (2003) Ils courront et seront libres (2007) Scott Lindroth Spin Cycle (2001) James MacMillan Sowetan Spring (1990) John Mackey La cathédrale gelée (2013) Les martins-pêcheurs prennent feu (2006) Redline Tango (2004) Aurora Awakes (2009) Asphalt Cocktail (2009) Hymne à une heure bleue (2010) Wine-Dark Sea (2014) | David Maslanka Donnez-nous ce jour : Short Symphony for Wind Ensemble (2006) Hymne pour la paix mondiale (2014) Symphonie no 4 (1993) Traveler (2003) Nicholas Maw American Games (1991) Scott McAllister Black Dog (pour clarinette et orchestre, 2003) Cindy McTee Circuits (1990) Óscar Navarro El Arca de Noe (2005) Las Siete Trompetas del Apocalipsis (2011) II Concierto para clarinete y banda (2013) El Olimpo de los Dioses Expedition (2008), poème symphonique El ilustre marino Hispania Legacy (2015), concerto pour hautbois et orchestre Libertadores Hell and Heaven, symphonie no 1 pour orchestre d'harmonie (2019) Lior Navok Gleams from the Bosom of Darkness (2002) Tetris (2009) Ron Nelson Courtly Airs and Dances (1996) Epiphanies (Fanfares et Chorales) (1994) Laudes (1991) Sonoran Desert Holiday (1994) Carter Pann Slalom (2003) Marco Pütz (nl) Derivations (2003) Four Sketches (2007) Steven Reineke Symphonie no 1, New Day Rising (2007) Jan Van der Roost Suite Provençale (1992) Rolf Rudin (nl) Le rêve d'Oenghus, op. 37 (1996) Joseph Schwantner Dans le calme du soir (1996) Recoil (2004) Robert Sheldon Metroplex (2006) Chanteys (2000) Comme un vent du nord (2006) Robert W. Smith La Divine Comédie (1995) L'Odyssée Douze secondes sur la lune (1996) Inchon (2001) Philip Sparke Mouvements de danse (1997) Sunrise at Angel's Gate (2001) Ouverture de Pittsburgh Jack Stamp Cloudsplitter Fanfare (1999) Escapade (2002) Gavorkna Fanfare (1990/1) Steven Stucky Funeral Music for Queen Mary (1992) Omar Thomas Come Sunday (2018) Frank Ticheli Amazing Grace (1994) Une élégie américaine (2000) Angels in The Architecture (2009) Nitro (2006) Postcard (1991) Symphonie no 2 (2004) Michael Tippett Triumph (1992) Jess Langston Turner Rumpelstilzchen (2009) À travers le miroir (2008) Black Bolt ! (2012) Concertino Caboclo (2012) Bock Fanfares (2013) Réanimations (2014) Victoriano Valencia (es) Arrullo, Suite no 1 pour orchestre d'harmonie (2004) Suite no 2 pour orchestre d'harmonie (2007) 200, Suite no 3 pour orchestre d'harmonie (2010) Sinú, Suite no 4 pour orchestre d'harmonie (2013) Circular Marches (1997) Andres Valero (es) Dredred (1999) Polifemo (2000) La Vall de la Murta. Symphonie no 1 (2002) Teogónica. Symphonie no 2 (2003) Dan Welcher Zion (1996) Eric Whitacre Cloudburst (2002) Equus (2000) Triptyque du train fantôme (1994) Godzilla Eats Las Vegas ! (1996) Octobre (2000) Dana Wilson Shortcut Home (1998) Charles Rochester Young Tempered Steel (1997) |

## Transcriptions
Depuis Mozart et Beethoven, par exemple, de nombreux extraits de symphonies et d'opéras ont été arrangés et joués pour des ensembles à vent (Harmoniemusik...), très populaires à l'époque. Lors de la création des orchestres militaires, les œuvres arrangées constituaient souvent une partie importante du répertoire de l'orchestre, aux côtés des marches et autres musiques pratiques. Le recours à l'orchestre d'harmonie était un substitut utile à la musique orchestrale dans les situations où la mobilité et la puissance sonore étaient nécessaires, comme les cérémonies et représentations en plein air.  
Il existe des milliers de transcriptions de pièces provenant d'autres formations musicales (principalement de l'orchestre symphonique) disponibles pour l'orchestre d'harmonie ; cependant, certaines transcriptions sont interprétées si souvent qu'on peut dire qu'elles ont acquis une place à part entière dans le répertoire de l'orchestre d'harmonie.
Il existe également de nombreuses arrangements pour orchestre d'harmonie de musique de film et de standards de jazz.
| John Adams Short Ride in a Fast Machine (transcr. Lawrence Odom) Isaac Albéniz Iberia, livret 1: III. Fête-dieu à Seville (transcr. Lucien Cailliet) Malcolm Arnold Four Scottish Dances (transcr. John Paynter (nl)) Prelude, Siciliano, et Rondo (transcr. John Paynter) Tam o' Shanter Overture (transcr. John Paynter) Johann Sebastian Bach L'Art de la fugue (transcr. Kenneth Amis) Come, Sweet Death (transcr. Alfred Reed) Fantasia en sol Majeur (transcr. Goldman / Leist) Fugue a la Gigue (transcr. Gustav Holst) Jesu, Joy of Man's Desiring (transcr. Alfred Reed) Passacaille et fugue en do mineur, BWV 582 (transcr. Nicholas Falcone ou Donald Hunsberger) Toccata, adagio et fugue BWV 564 (transcr. John Paynter) Toccata et fugue en ré mineur (transcr. Erik W. G. Leidzén ou Donald Hunsberger) Samuel Barber Première symphonie (en) (transcr. Guy Duker) Hector Berlioz Le corsaire, Op. 21: Overture (transcr. Gunther Schuller) Leonard Bernstein Ouverture de Candide (transcr. Walter Beeler ou Clare Grundman) Slava! A Political Overture (transcr. Clare Grundman) Danses symphoniques issues de West Side Story (transcr. Paul Lavender) Johannes Brahms Ouverture pour une fête académique (transcr. Mark Hindsley) Variations sur un thème de Haydn (transcr. Mark Hindsley) Eric Coates The Dam Busters March (transcr. William J. Duthoit' Aaron Copland Down a Country Lane (transcr. Merlin Patterson) El Salón México (transcr. Mark Hindsley) Lincoln Portrait (transcr. Walter Beeler) An Outdoor Overture (transcr. Aaron Copland) Preamble for a Solemn Occasion (transcr. Aaron Copland) Claude Debussy Préludes, livre 1: X. La cathédrale engloutie (transcr. Merlin Patterson) Antonín Dvořák Ouverture de Carnival, Op. 92 (transcr. Leigh Steiger) Symphonie no 9 en mi mineur, Op. 95, "du nouveau monde": IV. Finale (transcr. Mark Hindsley, Erik W. G. Leidzén ou Weston Nicholi) Edward Elgar Variations Enigma, Op. 36 (transcr. Earl Slocum, John Morrison, ou Douglas McLain) George Gershwin Ouverture cubaine (transcr. Dwayne S. Milburn) Prélude no 2 in do dièse mineur (transcr. John Krance) Rhapsody in Blue (transcr. Ferde Grofé, Donald Hunsberger or Tohru Takahashi) Alberto Ginastera Estancia Suite, Op. 8a (transcr. Donald Patterson) Percy Grainger The Warriors (transcr. Frank Pappajohn) Ferde Grofé Mississippi Suite, "A Journey in Tones" (transcr. Don Chown) W. C. Handy Saint Louis Blues March (transcr. Jerry Gray and Perry Burgett) Paul Hindemith Métamorphoses symphoniques sur des thèmes de Carl Maria von Weber (transcr. Keith Wilson) Gustav Holst Capriccio (trans. John Boyd) A Moorside Suite (trans. Gordon Jacob ou Denis Wright) The Planets (transcr. George Smith probablement avec la collaboration du compositeur, Merlin Patterson) | Charles Ives Country Band March (transcr. James Sinclair) Fugue en do mineur, issue du Quatuor no 1, "From the Salvation Army": I: Chorale (transcr. James Sinclair) Old Home Days (transcr. Jonathan Elkus) Variations sur "America" (transcr. William Schuman / William Rhoads) Edward MacDowell Woodland Sketches (en), Op. 51 (transcr. Frank Winterbottom) Arturo Márquez Danzón nº 2 Felix Mendelssohn ouverture Les Hébrides (transcr. Julius Seredy ou Frank Winterbottom) Modeste Moussorgski Une nuit sur le mont Chauve (transcr. William Schaefer ou Mark Hindsley) Tableaux d'une exposition (transcr. Paul Lavender, Mark Hindsley, Erik W. G. Leidzén ou Tohru Takahashi) Alfred Newman 20th Century Fox Fanfare (en) (1933) Serge Prokofiev Lieutenant Kijé (1934) (transcr. ) Ottorino Respighi Les Pins de Rome (transcr. Guy Duker ou Yoshihiro Kimura) Nikolai Rimsky-Korsakov Procession des Nobles issue de "Mlada (en)" (transcr. Erik W. G. Leidzén) Scheherazade (transcr. Mark Hindsley) Richard Rodgers Victory at Sea Symphonic Scenario (transcr. Robert Russell Bennett) Gioacchino Rossini Ouverture de L'italiana in Algeri (transcr. Lucien Cailliet) Ouverture de Tancredi (transcr. Leonard Falcone) Ouverture de Guillaume Tell (transcr. Erik W. G. Leidzén) Camille Saint-Saëns Marche militaire française tirée de la Suite algérienne (transcr. Mayhew Lake ou Mark Hindsley) William Schuman New England Triptych (en) (1956) Dmitri Chostakovitch Festive Overture (en) (transcr. Donald Hunsberger) Folk Dances (transcr. H. Robert Reynolds) Galop from "Moscow, Cheryomushki (en)" (transcr. Donald Hunsberger) October (transcr. Preston Mitchell) Jean Sibelius Finlandia (transcr. Lucien Cailliet) Richard Strauss Allerseelen, Op. 10, no 8 (trans. Albert O. Davis) Igor Stravinsky Suite L'Oiseau de feu (transcr. Guy Duker, Thomas Knox, ou Lawrence Odom) Feu d'artifice (transcr. Mark Rogers) Arthur Sullivan/Charles Mackerras Pineapple Poll (en) (transcr. William J. Duthoit) Franz von Suppé Light Cavalry Overture (en) (transcr. Henry Fillmore) Pyotr Ilyich Tchaikovsky Ouverture solennelle 1812 (transcr. Conway Brown, Yoshihiro Kimura, Mayhew Lake ou Mark Williams) Suite no 3 en sol majeur (transcr . Frank Winterbottom) Dance of the Jesters from "The Snow Maiden" (transcr. Ray Cramer) Marche Slave, Op. 31 (transcr. L.P. Laurendeau) Giuseppe Verdi Prélude de l'acte 1, La Traviata (transcr. Leonard Falcone) Richard Wagner Elsa's Procession to the Cathedral from "Lohengrin" (transcr. Lucien Cailliet) Prelude to Act III of "Lohengrin" (trans. Mark Hindsley)' Ouverture "Tannhauser" (trans. Vincent Frank Safranek ou John Philip Sousa) William Walton Crown Imperial (en) (transcr. William J. Duthoit) Carl Maria von Weber Invitation à la danse Ouverture Oberon (transcr. Mark Hindsley) John Williams Hymn to the Fallen (en) (transcr. Paul Lavender) Olympic Fanfare and Theme (en) (transcr. James Curnow) Ralph Vaughan Williams Fantasia sur ″Greensleeves″ (transcr. Douglas Wagner) |

## Enregistrements de la littérature pour orchestre d'harmonie
La Musique de la Garde républicaine est l'un des plus anciens orchestres d'harmonie au monde, il a enregistré de nombreuses œuvres depuis le début des années 1900.
De nombreux orchestres d'harmonie amateurs, militaires et professionnels réalisent régulièrement des enregistrements.
Deux des orchestres d'harmonie professionnels les plus importants hors Europe sont le Dallas Wind Symphony (en) ou Dallas Winds, dirigé par Jerry Junkin, et l'orchestre harmonique Kosei de Tokyo, dirigé par Takeshi Ooi. Les deux orchestres ont été à un moment donné dirigés par Frederick Fennell, qui a enregistré plusieurs albums de musique de concert avec eux.
Le Klavier Wind Recording Project a été lancé en 1989 par Eugene Corporon (en) alors qu'il était directeur des orchestres du College-Conservatory of Music de Cincinnati. Il a permis d'enregistrer un grand nombre des pièces les plus importantes et les plus récentes de la littérature pour orchestre d'harmonie. Le projet d'enregistrement se poursuit aujourd'hui, après avoir suivi Eugene Corporon à l'Université de North Texas. Le projet se poursuit aujourd'hui sous le label GIA Publications (en). Les enregistrements dirigés par Eugene Corporon existent sous la forme de Teaching Music Through Performance In Band Series, Windworks Series et Composer's Collections. D'autres enregistrements ont été publiés par les Keystone Winds, dirigés par Jack Stamp (en). Les Keystone Winds sont composés de professeurs, d'anciens élèves et d'étudiants de l'Université d'Indiana en Pennsylvanie.